# بییاپالاسیس

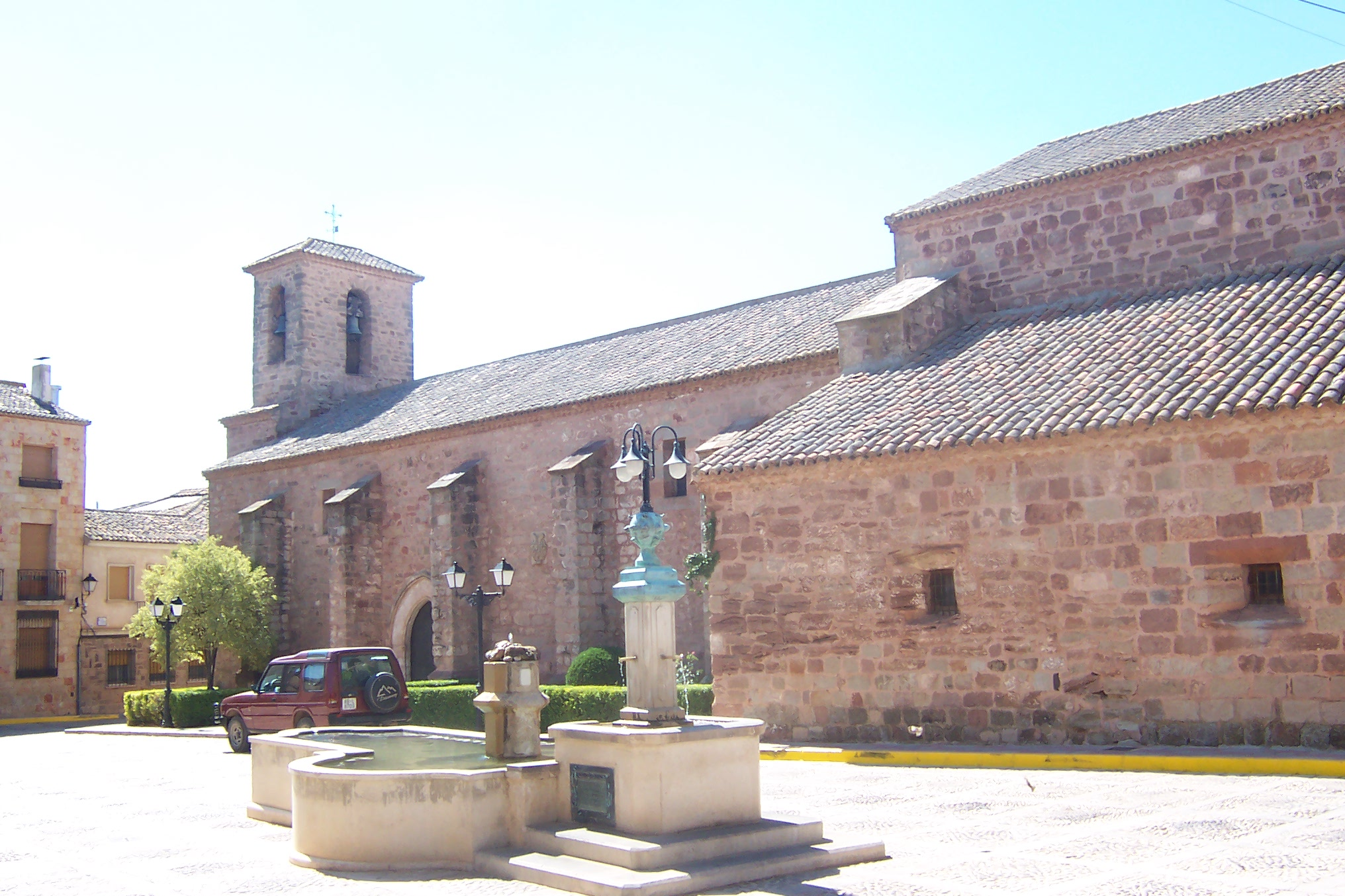
نمایی از کلیسای سَنت‌‌سباستیَن در دهستان بییاپالاسیس - ۲۰۰۵

بییاپالاسیس دهستانی در استان آلباستهٔ اسپانیا است.
در این دهستان ۷۴۱ نفر زندگی می‌کنند. مساحت این دهستان ۸۶٫۸۵ کیلومتر مربع است.